# Kwala Begumit (Stabat)
Kwala Begumit is een bestuurslaag in het regentschap Langkat van de provincie Noord-Sumatra, Indonesië. Kwala Begumit telt 7159 inwoners (volkstelling 2010).